# ألوين هاريس
ألوين هاريس (بالإنجليزية: Alwyn Harris)‏ (31 يناير 1936 في المملكة المتحدة - 11 مارس 2018) هو لاعب كريكت بريطاني. لعب مع نادي مقاطعة غلاموركن للكريكت ‏.

## وصلات خارجية
- ألوين هاريس على موقع إي آس بي آن كريك إنفو (الإنجليزية)